# 유제이 (가수)
유제이(2000년 1월 3일 ~)는 미국 출신의 가수이다. 2021년 결혼작사 이혼작곡 OST <그런 내 사람>으로 데뷔했다.

## 방송
- K팝스타 5 (2015) - Top6

## 음반
- K팝 스타 시즌 5 'New York State Of Mind' (2015)
- K팝 스타 시즌5 '여러분' (2016)
- K팝 스타 시즌5 TOP10 Part.2 (2016)
- K팝 스타 시즌5 TOP8 Part.2 (2016)
- K팝 스타 시즌5 TOP6 (2016)
- 결혼작사 이혼작곡 OST Part 1 (2021)
- 결혼작사 이혼작곡 OST (2021)
- 결혼작사 이혼작곡 2 OST Part 3 (2021)
- 결혼작사 이혼작곡 2 OST (2021)